# Progress M-UM
Progress M-UM (ryska: Прогресс М-UM) är en modifierad rysk Progress som levererade den ryska dockningsmodulen Pritjal till rymdstationen ISS.
Den sköts upp med en Sojuz 2.1b-raket från Kosmodromen i Bajkonur, den 24 november 2021 och dockade med rymdstationen den 26 november 2021.
Någras timmar efter att den lämnat stationen, den 22 december 2021, brann den planenligt upp i jordens atmosfär.

### Fotnoter
1. ↑  ”NASA Space Science Data Coordinated Archive” (på engelska). NASA. https://nssdc.gsfc.nasa.gov/nmc/spacecraft/display.action?id=2021-111A. Läst 9 april 2022.
2. 1 2 3  ”Rocket with Progress M-UM spacecraft-module installed on launchpad” (på engelska). Roskosmos. 21 november 2021. Arkiverad från originalet den 22 november 2021. https://web.archive.org/web/20211122205628/http://en.roscosmos.ru/22541/. Läst 22 november 2021.